# Dasareti
Dasareti (grško:  Δασσαρῆται [Dassaretai]), ilirsko pleme, ki je naseljevalo pokrajino Dasaretijo (Dassaretis) okoli Ohridskega jezera. Njihovi sosedje so bili Dardanci in Ardijejci. Njihovo središče je bilo mesto Lihnidos. 
Apijan iz Aleksandrije v svojih Ilirskih vojnah piše, da je imel antični grški junak Ilirij, praoče vseh Ilirov, hčerko Dasaro, ki je bila pramati Dasaretov.
Arheološke najdbe iz dasaretskega obdobja so knežji grobovi v Trebeništu pri Ohridskem jezeru,  vladarske grobnice v Selci v Albaniji ter helenistične nekropole v Radolištu, Openici, Delagoždu, Trebeniškem Kalu in Ohridu, kjer so našli dragocen nakit, bronasto in srebrno posodo in orožje.
Dasaretov se ne sme zamenjavati z grško govorečimi Deksari ali Desareti.